# ブルゲンラント州

ブルゲンラント州
Burgenland

ブルゲンラント州（ブルゲンラントしゅう、ドイツ語: Burgenland  発音）は、オーストリア共和国を構成する9つの連邦州のひとつ。州都はアイゼンシュタット。1921年にサン＝ジェルマン条約とトリアノン条約によってハンガリー王国から領土を割譲され成立した。

## 名称
ブルゲンラント（Burgenland）はドイツ語で「城の（多い）州」を意味する。これはハンガリー領であったときに構成していた4県（ポジョニ県・モション県・ショプロン県・ヴァシュ県）のドイツ語名（プレスブルク・ヴィーゼルブルク・エーデンブルク・アイゼンブルク）をまとめる名称として1919年に作られた「フィーアブルゲンラント」（Vierburgenland、4つの城の州の意）という言葉に由来する。プレスブルク（スロバキア語名ブラチスラヴァ）がチェコスロバキア領となるなどしたため「4つの」は落とされたが、この地域には歴史的に東方からの異民族襲来に備えて多くの城があったため、州名として相応しいとして1922年の第1回州議会で採用された。
ハンガリー語では、通常ドイツ語名がそのまま用いられる。しかしこれを翻訳したVárvidékや、かつてこの地域にあった言語島に由来するŐrvidékやFelső-Őrvidékといった名前で呼ばれることもある。
ブルゲンラント・クロアチア語名のGradišće [ɡradiːʃtʃɛ]や、スロベニア語名のGradiščanskoもドイツ語名をそれぞれの言語に翻訳したものである。

## 地理

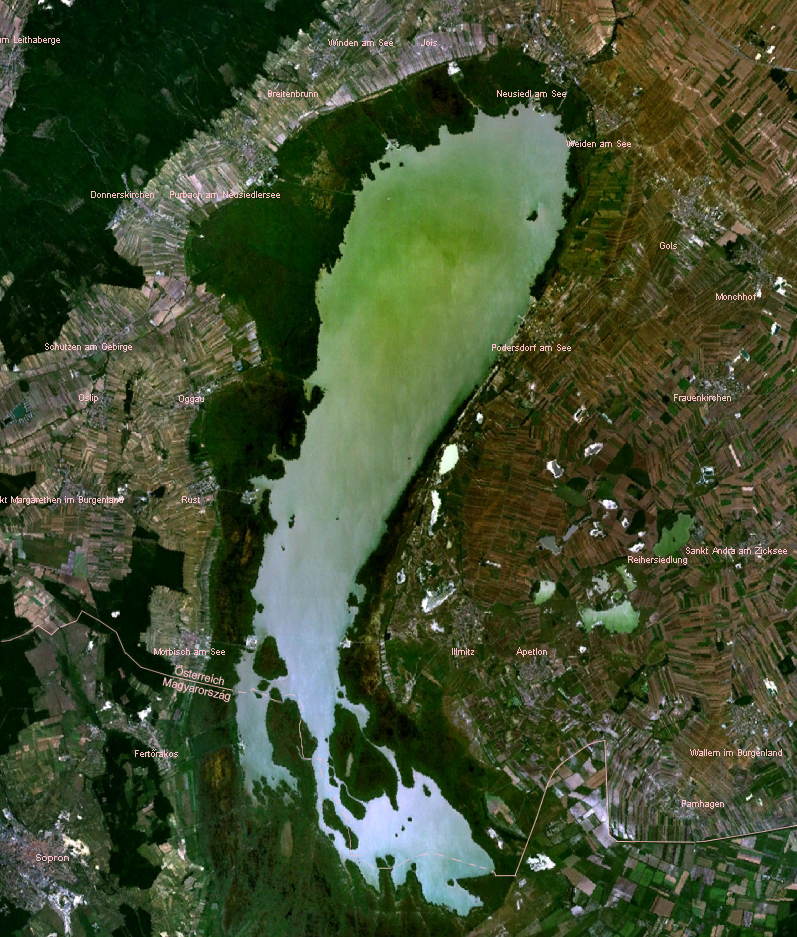
ノイジードラー湖の衛星写真。北側がオーストリアで、ハンガリーとの国境は湖南部の島がいくつかある辺りを通っている

オーストリアの最東部に位置する州で、南北は166kmあるのに対し東西は最狭部（ジークグラーベン）で5kmしかない細長い形をしている。西側はニーダーエスターライヒ州およびシュタイアーマルク州と接しており、東側はスロバキア・ハンガリーおよびスロベニアとの国境となっている。
ブルゲンラントはパンノニア平原の西部にあたり、全域にわたって起伏の少ない平坦な地形である。州全土で農業が盛んで、とくにワインの産地でもある。
ハンガリーとの国境に、ヨーロッパに2つある流出河川のない湖のひとつであるノイジードラー湖（ハンガリー名：フェルテー湖）がある。これは2001年に「フェルテー湖/ノイジードラー湖の文化的景観」として世界遺産に登録された。

## 歴史
この地域に最初に人が居住したのは石器時代にまでさかのぼる。紀元前後にはローマ帝国に征服され、パンノニア属州に属していた。パンノニアは5世紀頃にローマ帝国からフン族へ割譲され、次いでゲルマン人の支配下に入った。8世紀末にこの地を支配していたアヴァール人はカール大帝の攻撃を受けてフランク王国に服属した。

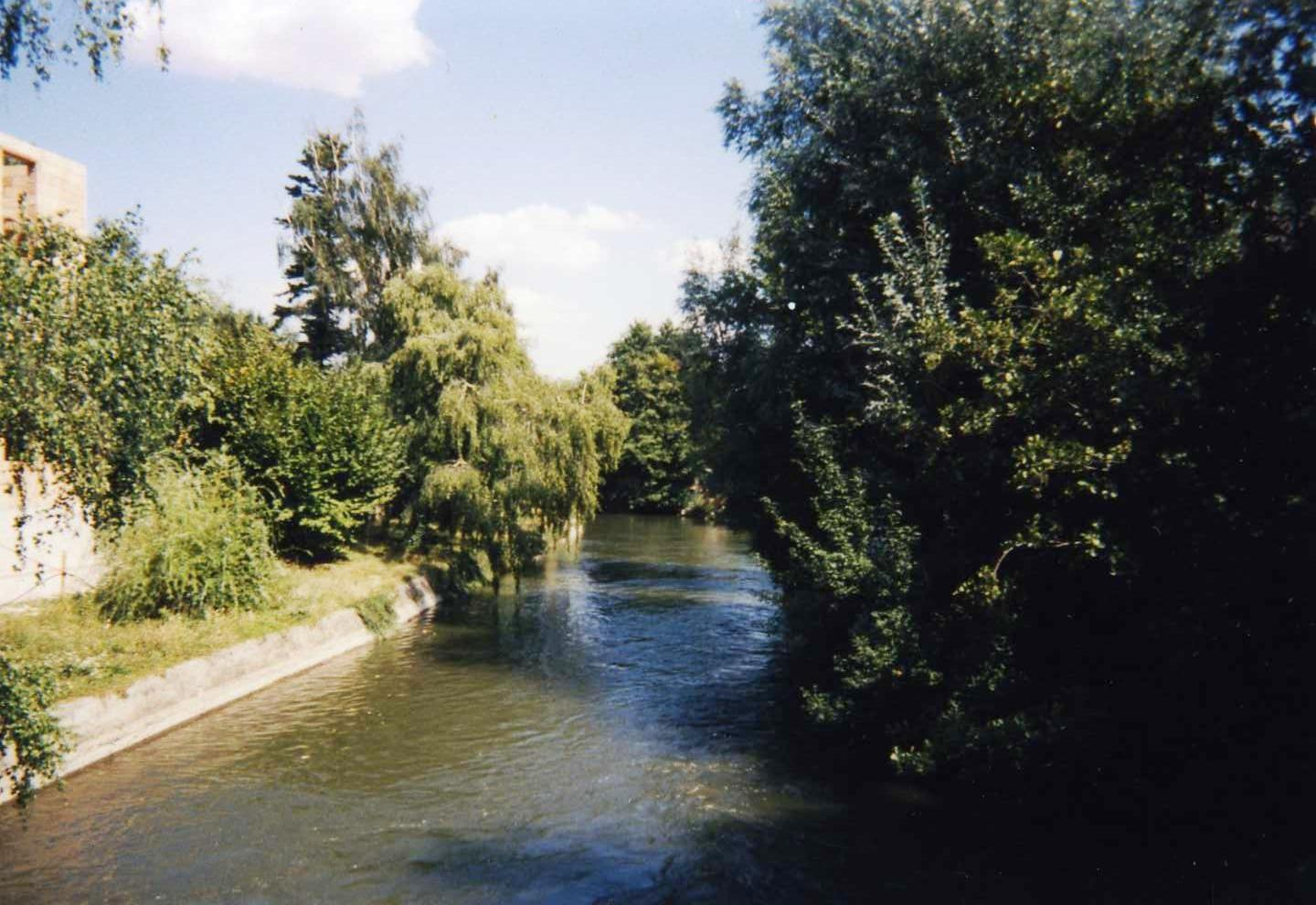
1000年近くの間国境の川だったライタ川は、現在ブルゲンラント州とニーダーエスターライヒ州の州境となっている

10世紀はじめに今度はマジャル人がこの地を征服して東フランク王国へ侵入した。彼らはオットー1世に955年のレヒフェルトの戦いで敗れてドイツから撤退したが、パンノニアは引き続きマジャル人の支配下にあった。神聖ローマ皇帝ハインリヒ3世とハンガリー王ペーテル・オルセオロの間の和約により1043年にライタ川に国境が引かれ、以後1920年までの長きにわたって現在のブルゲンラントにあたる地域はハンガリー王国の西の端となっていた。
中世以降継続的にドイツからの移民があり、また16世紀以降はプロテスタントが神聖ローマ帝国内の宗派対立から逃れてくるようになったため、ハンガリー領内でありながらこの地域はドイツ人が卓越していた。1910年の国勢調査によれば、現在のブルゲンラント州の地域には291,800人の住人がおり、うち217,072人（74%）がドイツ語話者、43,633人（15%）がクロアチア語話者、26,225人（9%）がハンガリー語話者であった（ただしこの統計ではロマは先祖の母語で数えられている）。
1918年に第一次世界大戦に敗れたオーストリア＝ハンガリー帝国が解体されると、第一共和政のオーストリアがドイツ人の多いこの地域を領有することになった。しかしこれを巡ってオーストリアとハンガリーの間に紛争がおき、1921年にイタリアの仲裁によって、ヴェネツィア議定書で一部地域では帰属を問う住民投票が行なわれた。この結果ブルゲンラント州の州都となることが予定されていたエーデンブルク（ハンガリー語名ショプロン）とその周辺がハンガリーに残留し、他の地域がブルゲンラント州としてオーストリアの連邦州となった。
1938年にナチス・ドイツによるオーストリア合邦（アンシュルス）がなされると、ブルゲンラント州は分割され、ニーダードナウ帝国大管区およびシュタイアーマルク帝国大管区に分割統合された。
ドイツが第二次世界大戦に敗れた後、旧ブルゲンラント州の領域はソビエト連邦の占領下に置かれた。1955年にオーストリアは連合国との間にオーストリア国家条約を調印して独立を回復し、ブルゲンラント州も再び設置された。国境を接するハンガリーが共産化されたためブルゲンラント州は冷戦の最前線となり、1956年のハンガリー動乱の際には多数の難民が流入した。
1989年7月27日、オーストリア外相アロイス・モックとハンガリー外相ホルン・ジュラはブルゲンラント州クリンゲンバハにあった国境の有刺鉄線を切った。これは鉄のカーテンに穴があけられたことを意味し、汎ヨーロッパ・ピクニック、ひいてはベルリンの壁崩壊につながる出来事であった。

## 人口統計
| 調査年月日    | 人口    |
| ------------- | ------- |
| 1923年3月7日  | 286,299 |
| 1951年6月1日  | 276,136 |
| 1961年3月21日 | 271,001 |
| 1971年5月12日 | 272,119 |
| 1981年5月12日 | 269,771 |
| 1991年5月15日 | 273,541 |
| 2001年5月15日 | 277,569 |
| 2016年1月1日  | 291,023 |

| 言語                         | 割合     |
| ---------------------------- | -------- |
| ドイツ語                     | 90.6%    |
| ブルゲンラント・クロアチア語 | 6.1%     |
| ハンガリー語                 | 1.8%     |
| クロアチア語                 | 0.4%     |
| ロマ語                       | 0.1%     |
| スロヴァキア語               | 0.1%以下 |
| その他                       | 0.9%     |

## 政治
ブルゲンラント州議会（Landtag）の定数は36議席で、任期は5年である。2003年に、選挙権年齢が16歳に引き下げられた。2025年1月16日に行なわれた直近の選挙では、オーストリア社会民主党（SPÖ）が17議席を獲得し第一党を維持したほか、オーストリア自由党（FPÖ）が9議席、オーストリア国民党（ÖVP）が8議席、緑の党が2議席を獲得した。2025年現在、社会民主党と緑の党が州議会の連立与党となっている。
州内閣には7名の閣僚が置かれている。

## 地方行政
ブルゲンラント州は7つの郡（Bezirk; 行政管区とも）に分けられる。郡は自治体ではなく、行政事務を処理する州の出先機関である。一方ハンガリー王国時代に自由都市であったアイゼンシュタットとルストは郡に属さない憲章都市（Statutarstadt）に指定されており、両市は郡の業務も独自に処理している。
また、郡の下には合計171の基礎自治体（ゲマインデ）が置かれており、うち13自治体が市（Stadtgemeinde）、67自治体が町（Marktgemeinde; 市場町）の指定を受けている。詳細はブルゲンラント州の地方自治体を参照。

ブルゲンラント州の各地域
北ブルゲンラント
中央ブルゲンラント
南ブルゲンラント

| ナンバープレート | 郡名                                 | 位置 | 郡庁所在地               | 面積 （km2） | 人口 （2020年1月1日） | 人口密度 | 自治体数 |
| ---------------- | ------------------------------------ | ---- | ------------------------ | ------------ | --------------------- | -------- | -------- |
| E                | アイゼンシュタット                   |      | 憲章都市                 | 42.88        | 14,816                | 345      |          |
| EU               | アイゼンシュタット＝ウムゲーブング郡 |      | アイゼンシュタット       | 453.14       | 43,236                | 95       | 23       |
| GS               | ギュッシング郡                       |      | ギュッシング             | 485.44       | 25,699                | 53       | 28       |
| JE               | イェンナースドルフ郡                 |      | イェンナースドルフ       | 253.35       | 17,097                | 68       | 12       |
| MA               | マッテルスブルク郡                   |      | マッテルスブルク         | 237.84       | 40,042                | 168      | 19       |
| ND               | ノイジードル・アム・ゼー郡           |      | ノイジードル・アム・ゼー | 1,038.65     | 59,990                | 58       | 27       |
| OP               | オーバープレンドルフ郡               |      | オーバープレンドルフ     | 701.49       | 37,384                | 53       | 28       |
| OW               | オーバーヴァルト郡                   |      | オーバーヴァルト         | 732.62       | 54,192                | 73       | 32       |
| RU               | ルスト                               |      | 憲章都市                 | 20.01        | 1,980                 | 98       |          |

## シンボル

州の紋章
州旗
州政府旗

ブルゲンラント州の紋章は1922年に制定された。意匠は「地は金色で、黒い岩の上に振り向いた赤い鷲がとまっていて、その鷲は冠をかぶって赤と白毛皮で横四つに塗り分けられた盾を持ち、両翼の上には黒い小十字架」である。これはかつてこの地域の領主であったMattersdorf-Forchtenstein伯（Nagymarton-Fraknó伯、岩にとまる鷲）とギュッシング伯（Németújvár伯、赤と白毛皮の縞）の紋章を組み合わせて作られた。
州旗は州の色である赤と金からなる横縞の二色旗である。こちらは1971年に公式のものとなった。また州政府の旗は州旗の中央に州の紋章が配されている。